# Berga (ort i Spanien)
Berga är en ort i Spanien.   Den ligger i provinsen Província de Barcelona och regionen Katalonien, i den östra delen av landet, 500 km öster om huvudstaden Madrid. Berga ligger 720 meter över havet och antalet invånare är 17 160.
Terrängen runt Berga är kuperad åt sydväst, men åt nordost är den bergig. Runt Berga är det ganska tätbefolkat, med 111 invånare per kvadratkilometer. Berga är det största samhället i trakten. Trakten runt Berga består till största delen av jordbruksmark.